# Ка Беладона (Верона)
Ка Беладона је насеље у Италији у округу Верона, региону Венето.
Према процени из 2011. у насељу је живело 35 становника. Насеље се налази на надморској висини од 61 м.